# Touzao (köpinghuvudort i Kina, Jiangsu Sheng, lat 32,89, long 120,55)
Touzao är en köpinghuvudort i Kina. Den ligger i provinsen Jiangsu, i den östra delen av landet, omkring 190 kilometer nordost om provinshuvudstaden Nanjing. Antalet invånare är 66 845. Befolkningen består av 34 140 kvinnor och 32 705 män. Barn under 15 år utgör 10,0 %, vuxna 15-64 år 72 %, och äldre över 65 år 17,0 %.
Runt Touzao är det tätbefolkat, med 550 invånare per kvadratkilometer. Touzao är det största samhället i trakten. Trakten runt Touzao består till största delen av jordbruksmark.
Genomsnittlig årsnederbörd är 1 189 millimeter. Den regnigaste månaden är juli, med i genomsnitt 248 mm nederbörd, och den torraste är januari, med 30 mm nederbörd.